# Andrea Colombo (atleta)
Andrea Colombo (Bollate, 14 febbraio 1974) è un ex velocista italiano.

## Biografia
Atleta della gloriosa società sportiva milanese dell'Atletica Riccardi, dove fu allievo di Vittorio Colò.
Campione europeo juniores a San Sebastián nel 1993 nei 200 metri piani, ottenne anche due medaglie ai Giochi del Mediterraneo e tre all'Universiade.
Finalista con la 4x100 ai Giochi Olimpici di Sydney 2000.
Ora psicologo dello sport.

## Palmarès
| Anno | Manifestazione          | Sede             | Evento      | Risultato  | Prestazione | Note |
| ---- | ----------------------- | ---------------- | ----------- | ---------- | ----------- | ---- |
| 1993 | Europei juniores        | San Sebastián    | 200 m piani | Oro        | 21"14       |      |
| 1995 | Universiade             | Fukuoka          | 4×100 m     | Bronzo     | 39"64       |      |
| 1998 | Europei                 | Budapest         | 4×100 m     | 8º         | 39"85       |      |
| 1999 | Universiade             | Palma di Maiorca | 4×100 m     | Bronzo     | 39"31       |      |
| 1999 | Mondiali                | Siviglia         | 4×100 m     | Batteria   | 38"98       |      |
| 2000 | Giochi olimpici         | Sydney           | 100 m piani | Batteria   | 10"52       |      |
| 2000 | Giochi olimpici         | Sydney           | 4×100 m     | 7º         | 38"67       |      |
| 2001 | Giochi del Mediterraneo | Tunisi           | 200 m piani | Argento    | 20"60       |      |
| 2001 | Giochi del Mediterraneo | Tunisi           | 4×100 m     | Oro        | 39"14       |      |
| 2001 | Mondiali                | Edmonton         | 4×100 m     | Semifinale | 38"71       |      |
| 2001 | Universiade             | Pechino          | 4×100 m     | Bronzo     | 39"35       |      |

## Campionati nazionali
- 1 volta campione nazionale nei 100 metri piani (1999)

1999
- Oro ai Campionati italiani assoluti, 100 metri - 10"45

## Altre competizioni internazionali
1995
- Bronzo in Coppa Europa ( Villeneuve-d'Ascq), 4×100 metri - 39"19

2000
- Bronzo in Coppa Europa ( Gateshead), 4×100 metri - 38"88

2001
- Oro in Coppa Europa ( Brema), 4×100 metri - 38"89